# Cecilia Stigevik
Anna Margareta Cecilia Christersdotter Aschan Stigevik, född 31 juli 1960 i Uppsala, är en svensk målare. Hon är dotter till konstnären Bendedicta Aschan.
Stigevik studerade vid Gustavus Primus målarskola i Göteborg 1980–1982, Kyrkeruds folkhögskola 1982–1983, Gerlesborgsskolan i Stockholm 1983–1985, samt ett flertal kurser för bland annat Georg Suttner, Eva Zettervall, Lasse Söderberg, Arne Isacsson, Mia Frankedahl och Lena Rydén vid Gerlesborgsskolan i Bohuslän, och Bildämnets didaktik och estetiska lärprocesser vid Karlstads universitet.
Hon har haft separatutställning på bland annat Östra Flygeln Alsters herrgård, Bruket i Fengersfors, Konstfrämjandet i Karlstad, Galleri Strand i Slottsbron, Kanalkontoret i  Karlstad, Galleri Lars i Karlstad, Museet Kvarnen i Filipstad och Galleri Fryksta station i Kil. Hon har medverkat i samlingsutställningar på bland annat Väse Gamla Skola, Virsbo Konsthall, Konsthallen i Köping, Travershallen i Sala, Konstfrämjandet i Västerås, 10th International Artists Symposium i Balatonalmády stadshus i Ungern, Arvika Konsthall Gerlesborgsskolan i Hamburgsund, Prostgårdslagårn i Torsby, Rackstadmuseet, Kristinehamns konstmuseum, Ljusdalsbygdens museum, Dalslands Museum och Konsthall och med Värmlands konstförening på Värmlands museum.
Hon har tilldelats stipendier från The 10th International Artist's Symposium in Felsöörs Ungern 2009, Pingels Ungdomsstipendium 2003 och Svensk-Norska Samarbetsfonden Föreningen Nordens Resestipendium 1987.
Stigevik är representerad vid Värmlands museum, Arvika kommun, Karlstad kommun, Torsby kommun, Årjängs kommun, Landstinget i Värmland och på Våra Gårdar.